# Xylophanes turbata
Xylophanes turbata is een vlinder uit de familie van de pijlstaarten (Sphingidae). De wetenschappelijke naam van de soort werd in 1887 gepubliceerd door William Henry Edwards.